# Steve Cronin
Steve Cronin (ur. 28 maja 1983 w Sacramento w Kalifornii) – amerykański piłkarz, zajmujący pozycję bramkarza. Aktualnie zawodnik klubu D.C. United w Major League Soccer.

## Kariera
Steve Cronin swoją karierę rozpoczął w 2001 roku na uniwersytecie Santa Clara. W 2003 roku zagrał na Mistrzostwach Świata U-20. 19 stycznia 2008 roku został pierwszy raz powołany do reprezentacji USA na mecz z drużyną Szwecji, w pierwszym z meczów był rezerwowym.